# Толентіно
Толентіно (італ. Tolentino) — муніципалітет в Італії, у регіоні Марке, провінція Мачерата.
Толентіно розташоване на відстані близько 165 км на північний схід від Риму, 50 км на південь від Анкони, 11 км на південний захід від Мачерати.
Населення — 20 318 осіб (2014).

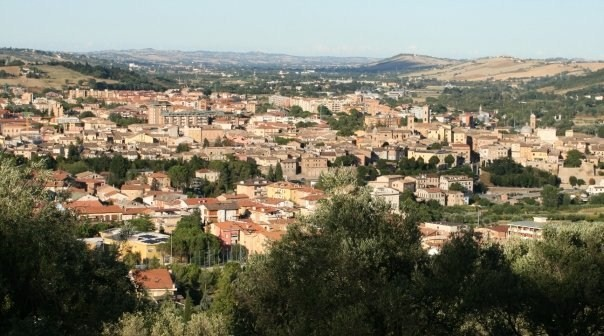
Панорама

Щорічний фестиваль відбувається 17 жовтня. Покровитель — Святий Катерв (San Catervo).

## Демографія
Населення за роками:

Станом на 1 січня 2023 року в муніципалітеті офіційно проживало 1412 іноземців з 70 країн, серед них 248 громадян країн Євросоюзу та 69 громадян України.

## Уродженці
- Арнальдо Лучентіні (*1930 — †1981) — італійський футболіст, півзахисник, згодом — футбольний тренер.

## Сусідні муніципалітети
- Бельфорте-дель-К'єнті
- Кампоротондо-ді-Фьястроне
- Кольмурано
- Корридонія
- Мачерата
- Петріоло
- Полленца
- Сан-Джинезіо
- Сан-Северино-Марке
- Серрапетрона
- Трея
- Урбізалья